# Dysgnathia
Dysgnathia is een geslacht van vlinders van de familie spinneruilen (Erebidae).

## Soorten
- D. albolineata Bethune-Baker, 1906
- D. biarmioides Walker, 1864
- D. mediopallens Bethune-Baker, 1906
- D. nigropunctata (Bethune-Baker, 1906)